# Onze-Lieve-Vrouwekerk (Worms)
De Onze-Lieve-Vrouwekerk (Duits: Liebfrauenkirche) van Worms geldt als het belangrijkste zuiver gotische bouwwerk dat bewaard bleef tussen de steden Straatsburg en Keulen. Wegens een wonderdadig genadebeeld, een houtgesneden Madonna uit het midden van de 13e eeuw, is de kerk een van de belangrijkste pelgrimskerken in Duitsland. Ook wordt in de kerk sinds 1805 een relikwie van de heilige Valentijn bewaard. Op Valentijnsdag bezoeken veel mensen elk jaar weer de Onze-Lieve-Vrouwekerk.

## Bouw
Nadat de bisschop van Worms het Onze-Lieve-Vrouwekapittel had gesticht, begon men met de bouw van een imposante collegiale kerk. Van deze bouw zijn nog het (naar het hof van de kruisgang voerende) zuidportaal met het beeld Anna te Drieën (tegenwoordig in het kerkinterieur in het noordelijke dwarsschip) en een beeld van een heilige bewaard gebleven. Het huidige koor ontstond in de jaren 1381-1410. Rond 1450 werden de bouwwerkzaamheden hervat. In de jaren daarop kregen de stompe torens de elegante, achtzijdige bovenbouw. Een inschrift in het noordelijk transept bericht dat de voltooiing van de bouw in het jaar 1465 plaatsvond.

## Geschiedenis
Sinds 1478 begonnen gelovigen te pelgrimeren naar de kerk om bij de Moeder Gods (een genadebeeld uit het jaar 1260) bescherming, troost en voorspraak te vinden. In het kader van de Rijksdag te Worms (1495) pelgrimeerde zelfs keizer Maximiliaan samen met zijn vrouw naar de kerk. Tijdens de beeldenstorm in de 16e eeuw werd het genadebeeld uit voorzorg tijdelijk uit de kerk verwijderd.
Op 31 mei 1689 brandde de kerk net als een groot deel van de stad tijdens de Paltse erfopvolgingsoorlog af. Daarmee ging bijna het gehele interieur verloren. Een uitzondering vormde het wonderdadige Mariabeeld. Pas 15 jaar later werd begonnen met een provisorische herbouw, maar in de eeuwen die volgden verslechterde de staat van het gebouw aanmerkelijk.
Tijdens de secularisatie in 1802 werd het stift opgeheven. De gebouwen en bezittingen van het Kapucijnenklooster en de kruisgang werden geveild.
In de Tweede Wereldoorlog leed de kerk wederom aanzienlijke schade. Sinds de brand in 1689 neigden de pijlers van de kerk van het schip naar buiten. Eerdere renovatiemaatregelen voorzagen niet in een afdoende oplossing van dit probleem, waardoor er instortingsgevaar dreigde. Een volledig sanering van de constructie van het kerkschip volgde. In de jaren 1966-1995 schiep Alois Plum de bonte ramen die de kooromgang van een prachtig kleurentapijt voorzien. Vooral als de zon schijnt verandert de kerk in een uitbundig kleurenspel.

## Wijngaarden
De wijngaarden bij de Onze-Lieve-Vrouwekerk gaven de Liebfraumilch haar naam. In 1744 werd voor het eerste melding gemaakt van de wijn. Destijds mocht de benaming Liebfraumilch alleen gebruikt worden voor wijn van druiven die binnen de schaduw groeiden van de torens van de Onze-Lieve-Vrouwekerk. De wijnhandelaar Peter Joseph Valckenberg verwierf de wijngaarden van het voormalige stift tijdens een in het kader van de secularisatie gehouden veiling van de goederen.